# Skate cross ai IV World Skate Games
Le competizioni di skate cross ai IV World Skate Games si sono svolte dal 7 all'8 settembre 2024 a Roma, in Italia. 

## Podi

### Uomini
| Evento         | Oro           | Argento                          | Bronzo                        |
| Gara Senior    | Luca Borromeo | Joris Rabillard                  | Abner Alonso Serrano          |
| Gara Junior    | Mael Roudaut  | Luis Alberto Hernandez Feregrino | Santiago Aldair Pescador Vega |
| Gara a squadre | Francia       | Italia                           | Messico                       |

### Donne
| Evento         | Oro               | Argento           | Bronzo          |
| Gara Senior    | Matilde Arosio    | Michela Pavanello | Ornella Faria   |
| Gara Junior    | Ludovica Raimondi | Nina Campeas      | Rebecca Minetto |
| Gara a squadre | Italia            | Francia           | Italia          |